# Erandol
Erandol es una ciudad y  municipio situada en el distrito de Jalgaon en el estado de Maharashtra (India). Su población es de 31071 habitantes (2011). Se encuentra a orillas del río Anjani.

## Demografía
Según el censo de 2011 la población de Erandol era de 31071 habitantes, de los cuales 16000 eran hombres y 15071 eran mujeres. Erandol tiene una tasa media de alfabetización del 76,67%, inferior a la media estatal del 82,34%: la alfabetización masculina es del 81,93%, y la alfabetización femenina del 71,13%.